# Jack Twist
Jack Twist là một nhân vật hư cấu của truyện ngắn "Brokeback Mountain" viết bởi nhà văn Annie Proulx, từng đoạt giải Oscar cho bộ phim cùng tên của đạo diễn Lý An, trong phim, Jack được đóng bởi nam diễn viên người Mỹ - Jake Gyllenhaal. Câu chuyện của Jack được miêu tả bởi mối quan hệ phức tạp, tình dục và lãng mạn mà anh có với Ennis Del Mar ở Miền Tây nước Mỹ từ năm 1963 đến năm 1983.
Gyllenhaal được đề cử giải Oscar cho Nam diễn viên phụ xuất sắc nhất cho vai diễn của anh.